# Pool (verzekering)
Een pool is een groep van verzekeringsmaatschappijen die gezamenlijk in een verzekering deelnemen. Een pool wordt voornamelijk gebruikt voor de verzekering van grote of slechte risico's, voor de verzekering in moeilijke markten of voor verzekeringen waarbij specifieke kennis nodig is (zoals atoompools voor de verzekering van nucleaire risico's). Elke verzekeraar deelt met een vooraf overeengekomen percentage mee in de verzekering.
De Europese Commissie heeft het vormen van pools in bepaalde gevallen toegestaan.

## Belgische pools
- Syban voor de verzekering van atoomrisico's, zoals kerncentrales.

## Nederlandse pools
- Atoompool voor de verzekering van atoomrisico's, zoals kerncentrales.
- Nederlandse Milieupool voor de verzekering van milieuschades

## Noot
1. ↑  VERORDENING (EEG) Nr.3932/92 VAN DE COMMISSIE van 21 december 1992 betreffende de toepassing van artikel 85, lid 3, van het Verdrag op bepaalde groepen van overeenkomsten, besluiten en onderling afgestemde feitelijke gedragingen in de verzekeringssector